# Candace Cameron Bure
Candace Helaine Cameron Bure (Panorama City, Los Angeles - 6 de abril de 1976) é uma atriz estadunidense, conhecida por sua personagem D.J. Tanner, do seriado televisivo Full House e Fuller House. Ela é irmã mais nova de Kirk Cameron e é casada com um russo, jogador de hóquei no gelo, Valeri Bure.

## Biografia
Candace Cameron, filha de Robert Cameron e Barbara Bausmith, seguiu os passos de seu irmão mais velho, Kirk Cameron, e decidiu ser atriz. Candace começou no setor de entretenimento comercial, participando de vários comerciais de televisão. Depois, estrelou papéis em alguns seriados como St. Elsewhere, Growing Pains e Who's the Boss.
Em 1986, aos 10 anos de idade, ela recebeu um telefonema para a seleção do papel de D. J. Tanner em Full House. Ela impressionou tanto ao estúdio de televisão e aos produtores que eles entregaram a fita piloto atrasada para permitir que Candace terminasse seus trabalhos em suas outras obrigações. O seriado se tornou, imediatamente, um dos sitcoms de maior sucesso dos últimos tempos. Com seus oito anos de transmissão, Full House está entre as maiores séries de todos os tempos.
Enquanto em Full House, Cameron também estrelou em diversos filmes. Ela interpretou uma adolescente abusada em  No One Would Tell, seguida por She Cried No e Night Scream, onde ela recebeu papéis de protagonista. Cameron também apareceu um episódio de Bill Nye the Science Guy como Candace The Science Gal. Além disso, ela também apareceu no filme Punchline com Tom Hanks e Sally Field; fora sua aparição em um episódio do sitcom Punky Brewster em meados dos anos 80. Em 1987, ela fez o papel da irmã mais nova de Eric Stoltz no filme drama-comédia adolescente Some Kind of Wonderful com direção de John Hughes, estrelando com Eric Stoltz, Lea Thompson e Mary Stuart Masterson.
Ao fim de Full House, Cameron estrelou em alguns clipes como Cybill e Boy Meets World. Com o nascimento de seus filhos, ela tirou uma folga da televisão e dos filmes para dedicar-se em tempo integral à sua família e filhos.
Recentemente, Cameron fez diversas aparições na televisão. Ela apareceu em I Love the '80s e I Love the '80s Strikes Back no papel de uma comentarista, e foi tema do 50 Cutest Child Stars: All Grown Up no canal E!. Em 2006, Cameron também estrelou no sitcom That's So Raven como Courtney Dearborn, uma professora novata de história de Raven.
Ela foi eleita campeã como "Favorite Female TV Star" na edição dos prêmios do Kids Choice Awards de 1994 por sua participação em Full House.

## Casamento e maternidade
Em 22 de Junho de 1996, Cameron se casou com o jogador da National Hockey League, o russo Valeri Bure (ou: Valerij Vladimirovich Bure). Eles foram apresentados por um ex-colega de elenco de Cameron em Full House, o ator Dave Coulier. Ela e Bure têm três filhos juntos:
- Natasha Valerievna Bure, nascida em 15 de Agosto de 1998;
- Lev Valerievich Bure, nascido em 20 de Fevereiro de 2000;
- Maksim Valerievich Bure, nascido em 20 de Janeiro de 2002.

Eles passam a maior parte do ano vivendo na região de Fort Lauderdale, subúrbio de Plantation, Florida, onde Valeri joga pela vizinha Florida Panthers.
Contudo, atualmente ela trabalha como produtora executiva e estrela no The Krew, um vídeo de meia hora destinado a ajudar as crianças a evitar e lidar com as situações perigosas do dia-a-dia.
Em 2006, como reflexo de a sua fé cristã, ela começou a participar de várias aulas de Cristianismo à distância em algumas escolas.

## Filmografia
| Ano                                              | Série ou Filme                                          | Papel                                                 | Nota(s)                                 |
| ------------------------------------------------ | ------------------------------------------------------- | ----------------------------------------------------- | --------------------------------------- |
| 1982-1984                                        | St. Elsewhere                                           | Megan White                                           | 5 episódios                             |
| 1984                                             | T. J. Hooker                                            | Tina                                                  | Episódio: "The Confession"              |
| 1985                                             | Punky Brewster                                          | Julie Whitney / Jennifer Bates                        | Episódio: "Milk Does a Body Good"       |
| 1986,1987                                        | Walt Disney's Wonderful World of Color                  | Julie/Samantha                                        | 2 episódios                             |
| 1987                                             | Who's the Boss?                                         | Pequena Mona                                          | Episódio: Mona                          |
| Growing Pains                                    | Jennifer "Jenny" Foster                                 | Episódio: "The Long Goodbye"                          |                                         |
| 1987                                             | Some Kind of Wonderful                                  | Cindy Nelson                                          | Filme                                   |
| 1987-1995                                        | Full House                                              | Donna Jo "DJ" Tanner                                  | Protagonista                            |
| 1988                                             | I Saw What You Did                                      | Julia Fielding                                        | Filme televisivo - Elenco Principal     |
| Growing Pains                                    | Jenny Foster                                            | Episódio: Fool of Love                                |                                         |
| Punchline                                        | Callie                                                  | Filme comédia e drama                                 |                                         |
| 1990                                             | The All New Mickey Mouse Club                           | Donna Jo "DJ" Tanner                                  | Episódio: Guest Day                     |
| Camp Cucamong                                    | Amber Lewis                                             | Filme televisivo - Elenco Principal                   |                                         |
| 1995                                             | Sharon's Secret                                         | Sharon                                                | Filme televisivo - Protagonista         |
| Visitors of the Night                            | Katie English                                           | Filme televisivo                                      |                                         |
| 1996                                             | Cybill                                                  | Hannah                                                | Episódio: "When You're Hot, You're Hot" |
| No One Would Tell                                | Stacy Collins                                           | Filme televisivo - Protagonista                       |                                         |
| Kidz in the Wood                                 | Donna                                                   | Filme televisivo - Elenco Principal                   |                                         |
| She Cried No                                     | Melissa Connel                                          | Filme televisivo - Protagonista                       |                                         |
| 1997                                             | Night Scream                                            | Drew Summers / Laura Fairgate                         | Filme Televisivo                        |
| Boys Meets World                                 | Millicent "Millie"                                      | 5ª temporada - episódio 5 :”The Witches of Pennbrook” |                                         |
| 2001                                             | Twice in Lifetime                                       | Rose Hathaway                                         | Episódio:"Moonshine Over Harlem"        |
| The Krew                                         | Chefe Karls                                             |                                                       |                                         |
| 2007                                             | As Visões da Raven                                      | Courtney Dearborn                                     | Episodio Teacher's Pet                  |
| The Wager                                        | Cassandra                                               |                                                       |                                         |
| 2008                                             | Moonlight and Mistletoe                                 | Holly                                                 | Filme Televisivo                        |
| 2009-2012                                        | Make It or Break It                                     | Summer Van Horne                                      | Elenco Principal                        |
| 2011                                             | Truth Be Told                                           | Annie Morgan                                          | Filme televisivo                        |
| Can't Get Arrested                               | Candace                                                 | Episódio:"House of Pain"                              |                                         |
| The Heart of Christmas                           | Megan Walsh                                             | Filme televisivo                                      |                                         |
| 2013                                             | Finding Normal                                          | Dra. Lisa Leland                                      | Filme                                   |
| Let it Snow                                      | Stephanie Beck                                          | Filme televisivo                                      |                                         |
| 2014                                             | Christmas Under Wraps                                   | Dr. Lauren Brunell                                    | Filme televisivo                        |
| The Neighbors                                    | Mulher                                                  | Episódio: "There Goes the Neighbors' Hood"            |                                         |
| Dancing with the Stars                           | Ela mesma/Participante                                  | Temporada 18                                          |                                         |
| 2015                                             | Faith of Our Fathers                                    | Cynthia                                               |                                         |
| Aurora Teagarden Mystery: A Bone To Pick         | Aurora Teagarden                                        | Filme televisivo - Protagonista                       |                                         |
| Real Murders: An Aurora Teagarden Mystery        | Aurora Teagarden                                        | Filme televisivo - Protagonista                       |                                         |
| Just The Way You Are                             | Jennie                                                  | Filme Televisivo                                      |                                         |
| A Christmas Detour                               | Paige Summerlind                                        | Filme televisivo - Protagonista                       |                                         |
| 2015-2016                                        | The View                                                | Ela mesma                                             |                                         |
| 2016                                             | Three Bedrooms, One Corpse: An Aurora Teagarden Mystery | Aurora Teagarden                                      | Filme televisivo - Protagonista         |
| The Julius House: An Aurora Teagarden Mystery    | Aurora Teagarden                                        | Filme televisivo - Protagonista                       |                                         |
| Journey Back to Christmas                        | Hanna                                                   | Filme televisivo                                      |                                         |
| 2016-2020                                        | Fuller House                                            | Donna Jo "DJ" Tanner-Fuller                           | Protagonista                            |
| 2017                                             | Dead Over Heels: An Aurora Teagarden Mystery            | Aurora Teagarden                                      | Filme televisivo - Protagonista         |
| A Bundle of Trouble: An Aurora Teagarden Mystery | Aurora Teagarden                                        | Filme televisivo - Protagonista                       |                                         |
| Switched For Christmas                           | Kate/Chris                                              | Filme televisivo - Protagonista                       |                                         |
| 2018                                             | Last Scene Alive: An Aurora Teagarden Mystery           | Aurora Teagarden                                      | Filme televisivo - Protagonista         |